# Lista de fortificações de Portugal
Esta é uma lista de castelos e fortalezas em Portugal, agrupadas por Distrito.

## Distrito de Aveiro
- Castelo de Santa Maria da Feira
- Castelo Roqueiro de Coruto
- Forte da Barra de Aveiro, Castelo da Gafanha (Ílhavo, Gafanha da Nazaré)

## Distrito de Braga
- Castelo de Arnoia, Castelo dos Mouros, Castelo de Moreira (Celorico de Basto, Arnoia)
- Castelo de Braga (Braga, São João do Souto)
- Castelo de Faria (Barcelos, Pereira)
- Castelo de Guimarães (Guimarães, Oliveira do Castelo)
- Castelo de Lanhoso, Castelo de Póvoa de Lanhoso (Póvoa de Lanhoso, Póvoa de Lanhoso)
- Castelo de Vermoim
- Forte de São João Baptista de Esposende, Forte de Esposende, Castelo de São João Baptista (Esposende, Esposende)
- Muralha de Barcelos, Castelo de Barcelos (Barcelos, Barcelos)
- Torre de Aborim
- Torre de Penegate (Vila Verde, São Miguel de Carreiras)
- Torre de Vasconcelos
- Torre do Cimo da Vila

## Distrito de Bragança
- Atalaia de Candaira, Atalaia da Candaira (Bragança, Baçal)
- Castelo de Algoso (Vimioso, Algoso)
- Castelo de Alva (Freixo de Espada à Cinta, Ligares)
- Castelo de Ansiães, Castelo de Carrazeda de Ansiães (Carrazeda de Ansiães, Selores)
- Castelo de Bragança (Bragança, Sé)
- Castelo de Freixo de Espada à Cinta, Castelo de Freixo de Espada Cinta (Freixo de Espada à Cinta, Freixo de Espada à Cinta)
- Castelo de Milhão
- Castelo de Miranda do Douro (Miranda do Douro, Miranda do Douro)
- Castelo de Mirandela (Mirandela, Mirandela)
- Castelo de Mogadouro (Mogadouro, Mogadouro)
- Castelo de Mós (Torre de Moncorvo, Mós)
- Castelo de Oleiros (Mogadouro, Urrós)
- Castelo de Outeiro de Miranda, Fortaleza do Outeiro (Bragança, Outeiro)
- Castelo de Penas Roias (Mogadouro, Penas Roias)
- Castelo de Rebordãos, Castelo do Tourão (Bragança, Rebordãos)
- Castelo de Santulhão
- Castelo de Torre de Moncorvo (Torre de Moncorvo, Torre de Moncorvo)
- Castelo de Vila Flor (Vila Flor, Vila Flor)
- Castelo de Vimioso (Vimioso, Vimioso)
- Castelo de Vinhais (Vinhais, Vinhais)
- Forte de São João de Deus (Bragança)
- Torre da Atalaia (Vimioso, Vimioso)

## Distrito do Porto
- Castelo de Aguiar de Sousa, Torre do Castelo de Aguiar de Sousa (Paredes, Aguiar de Sousa)
- Castelo de Gaia (Vila Nova de Gaia)
- Castelo de Paranho (Terroso, Póvoa de Varzim)
- Espaldão Militar do Porto
- Fortaleza de Nossa Senhora da Conceição (Póvoa de Varzim), Castelo da Póvoa (Póvoa de Varzim, Póvoa de Varzim)
- Forte de Nossa Senhora da Assunção (Vila do Conde. Vila do Conde)
- Forte de Nossa Senhora das Neves, Forte de Leça da Palmeira, Castelo de Matosinhos (Matosinhos, Leça da Palmeira)
- Forte de São Francisco Xavier do Queijo, Castelo do Queijo (Porto, Nevogilde)
- Forte de São João Baptista da Foz, Castelo de São João da Foz (Porto, Foz do Douro)
- Mosteiro de Leça do Balio, Igreja de Santa Maria de Leça do Balio (Matosinhos, Leça do Balio)
- Muralhas do Porto (Porto)
- Muralha Primitiva
- Muralha Fernandina do Porto
- Torre de Vilar, Lousada (Porto)
- Torre dos Alcoforados, Torre de Lordelo (Lordelo)

## Distrito de Viana do Castelo
- Atalaia de Lovelhe, Fortim da Atalaia, Bateria da Mata (Vila Nova de Cerveira, Lovelhe)
- Castelo de Caminha, Fortaleza de Caminha (Caminha, Caminha)
- Castelo de Castro Laboreiro, Castelo de Castro Laboredo (Melgaço, Castro Laboreiro)
- Castelo de Curutelo (Ponte de Lima, Freixo)
- Castelo de Lindoso (Ponte da Barca, Lindoso)
- Castelo de Melgaço (Melgaço, Vila)
- Castelo de Monção (Monção, Monção)
- Castelo de Neiva (Viana do Castelo, Castelo do Neiva)
- Castelo de Portuzelo (Viana do Castelo, Santa Marta de Portuzelo)
- Castelo da Pena da Rainha, Castelo de São Martinho de Penha (Monção, Abedim)
- Castelo de Valença (Valença, Valença)
- Castelo de Vila Nova de Cerveira (Vila Nova de Cerveira, Vila Nova de Cerveira)
- Castro de Moldes (Viana do Castelo, Castelo do Neiva)
- Castro de Sabariz
- Forte da Areosa, Fortim da Areosa, Forte da Vinha, Castelo Velho (Viana do Castelo, Areosa)
- Forte da Ínsua (Caminha, Moledo)
- Forte de Âncora, Forte da Lagarteira (Caminha, Vila Praia de Âncora)
- Forte de Montedor, Forte de Paçô (Viana do Castelo, Carreço)
- Forte de Santiago da Barra, Castelo de Santiago da Barra (Viana do Castelo, Monserrate)
- Forte de São Francisco de Lovelhe, Forte de Azevedo, Forte de Lovelhe (Vila Nova de Cerveira, Lovelhe)
- Forte do Cão, Forte da Gelfa (Caminha, Vila Praia de Âncora)
- Muralhas de Ponte de Lima (Ponte de Lima, Ponte de Lima)
- Praça-forte de Valença (Valença, Valença)
- Torre da Grade (Torre de Faro)
- Torre de Lapela (Monção, Lapela)
- Torre de Refóios (Ponte de Lima, Viana do Castelo)

## Distrito de Vila Real
- Castelo da Piconha (Montalegre, Tourém)
- Castelo de Chaves (Chaves, Santa Maria Maior)
- Castelo de Monforte (Chaves, Águas Frias)
- Castelo de Montalegre (Montalegre, Montalegre)
- Castelo de Montenegro, Castro de Ribas (Carrazedo de Montenegro)
- Castelo de Pena de Aguiar, Castelo de Aguiar da Pena - (Vila Pouca de Aguiar, Telões)
- Castelo de Portelo, Castelo do Portelo (Montalegre, Padornelos)
- Castelo de Santo Estêvão (Chaves, Santo Estêvão)
- Castelo do Mau Vizinho, Castelo dos Mouros (Chaves, Cimo de Vila da Castanheira)
- Castro de Cidadelhe, Castelo de Cidadelhe
- Forte de Nossa Senhora do Rosário, Forte de São Francisco de Chaves (Chaves, Santa Maria Maior)
- Forte de São Neutel (Chaves, Santa Maria Maior)
- Torre de Quintela (Vila Real, Vila Marim)

## Distrito de Viseu
- Castelo de Lamego (Lamego, Almacave)
- Castelo de Penedono, Castelo do Magriço (Penedono, Penedono)
- Castelo de Sernancelhe (Sernancelhe, Sernancelhe)
- Castelo de Tarouca (Tarouca, Tarouca)
- Castelo de Armamar (Armamar)
- Torre de Ucanha (Tarouca, Ucanha)

## Distrito de Castelo Branco
- Castelo da Sertã (Sertã, Sertã)
- Castelo da Covilhã
- Castelo de Belmonte (Belmonte, Belmonte)
- Castelo de Castelo Branco, Castelo dos Templários (Castelo Branco, Castelo Branco)
- Castelo de Castelo Novo (Fundão, Castelo Novo)
- Castelo de Idanha-a-Nova (Idanha-a-Nova, Idanha-a-Nova)
- Castelo de Idanha-a-Velha, Castelo de Idanha, Torre dos Templários (Idanha-a-Nova, Idanha-a-Velha)
- Castelo de Monsanto (Idanha-a-Nova, Monsanto)
- Castelo de Penamacor, Fortaleza de Penamacor (Penamacor, Penamacor)
- Castelo de Penha Garcia (Idanha-a-Nova, Penha Garcia)
- Castelo de Proença-a-Velha (Proença-a-Velha)
- Castelo de Ródão, Castelo do Rei Vamba (Vila Velha de Ródão, Vila Velha de Ródão)
- Castelo de Rosmaninhal (Idanha-a-Nova, Rosmaninhal)
- Castelo de Salvaterra do Extremo (Idanha-a-Nova, Salvaterra do Extremo)
- Castelo de Segura, Fortaleza de Segura (Idanha-a-Nova, Segura)
- Forte de Ponte de Alvito (Proença-a-Nova)
- Torre de Centum Cellas, Centum Cellas, Centum Cellæ, Centum Celli, Centum Cœli, Torre de São Cornélio (Belmonte, Colmeal da Torre)

## Distrito de Coimbra
- Castelo da Lousã, Castelo de Arouce (Lousã, Lousã)
- Castelo de Avô (Oliveira do Hospital, Avô)
- Castelo de Coimbra (Coimbra, São Bartolomeu)
- Castelo de Germanelo (Penela, Rabaçal)
- Castelo de Miranda do Corvo
- Castelo de Montemor-o-Velho (Montemor-o-Velho,  Montemor-o-Velho)
- Castelo de Penacova (Penacova, Penacova)
- Castelo de Penela (Penela, Santa Eufémia)
- Castelo de Santa Eulália
- Castelo de Soure (Soure, Soure)
- Fortaleza de Buarcos (Figueira da Foz, Buarcos)
- Forte de Santa Catarina (Figueira da Foz, São Julião da Figueira da Foz)
- Fortim de Palheiros (Figueira da Foz, Buarcos)
- Torre de Anto (Coimbra, São Bartolomeu)
- Torre de Redondos, Castelo de Redondos (Figueira da Foz, Buarcos)

## Distrito da Guarda
- Castelo da Guarda (Guarda, Sé)
- Castelo da Mêda (Mêda, Mêda)
- Castelo de Alfaiates (Sabugal, Alfaiates)

| Nome                 | Construção    | Cronologia |
| -------------------- | ------------- | --- |
| Castelo de Alfaiates | Reino de Leão | 1030 – Reconstrução do castelo por Afonso VI de Leão. 1188 – Reconstrução do castelo por Afonso IX de Leão. Data incerta – Reconstrução do castelo por Afonso X de Castela. Data incerta – Reconstrução do castelo por Dinis I de Portugal. Data incerta – Reconstrução do castelo por Manuel I de Portugal. Data incerta – Reconstrução do castelo por João IV de Portugal. |

- Castelo de Almeida (Almeida, Almeida)
- Castelo de Caria Atalaia
- Castelo de Castelo Bom (Almeida, Castelo Bom)
- Castelo de Castelo Melhor (Vila Nova de Foz Côa, Castelo Melhor)
- Castelo de Castelo Mendo (Almeida, Castelo Mendo)
- Castelo de Castelo Rodrigo (Figueira de Castelo Rodrigo, Castelo Rodrigo)
- Castelo de Celorico da Beira (Celorico da Beira, Santa Maria)
- Castelo de Folgosinho (Gouveia, Folgosinho)
- Castelo de Gouveia (Gouveia)
- Castelo de Linhares (Celorico da Beira, Linhares)
- Castelo de Longroiva (Mêda, Longroiva)
- Castelo de Marialva (Mêda, Marialva)
- Castelo de Monforte (Figueira de Castelo Rodrigo, Colmeal)
- Castelo de Moreira de Rei (Trancoso, Moreira de Rei)
- Castelo de Numão (Vila Nova de Foz Côa, Numão)
- Castelo de Pinhel (Pinhel, Pinhel)
- Castelo de Ranhados (Mêda, Ranhados)
- Castelo de Seia (Seia, Seia)
- Castelo de Sortelha (Sabugal, Sortelha)
- Castelo de Terrenho, Torre de Terrenho (Trancoso, Torre do Terrenho)
- Castelo de Trancoso (Trancoso, Santa Maria e São Pedro)
- Castelo de Vacinata, Castelo de Cótimos, (Trancoso)
- Castelo de Valhelhas (Guarda, Valhelhas)
- Castelo de Vila do Touro (Sabugal, Vila do Touro)
- Castelo de Vilar Maior (Sabugal, Vilar Maior)
- Castelo do Sabugal (Sabugal, Sabugal)
- Castelo Velho de Freixo de Numão (Vila Nova de Foz Côa, Freixo de Numão)
- Ponte de Sequeiros (Sabugal, Vale Longo)
- Praça-forte de Almeida (Almeida, Almeida)
- Ruínas de Almofala (Figueira de Castelo Rodrigo)
- Torre de Aguiar da Beira
- Torre dos Metelos, Solar dos Metelos (Figueira de Castelo Rodrigo, Freixeda do Torrão)

## Distrito de Leiria
- Castelo Carrapatoso
- Castelo de Leiria (Leiria, Leiria)
- Castelo de Monte Real (Leiria, Monte Real)
- Castelo de Pombal (Pombal, Pombal)
- Castelo de Porto de Mós (Porto de Mós, São Pedro)

## Distrito de Viseu
- Castelo de Castelo de Penalva (Penalva do Castelo, Castelo de Penalva)
- Castelo de Ferreira de Aves, Torre de Ferreira de Aves (Sátão, Ferreira de Aves)
- Castelo de São Martinho de Mouros (Resende, São Martinho de Mouros)
- Muralhas de Viseu (Viseu, Santa Maria de Viseu)
- Torre da Lagariça
- Torre de Alcofra (Vouzela, Alcofra)
- Torre de Cambra (Vouzela, Cambra)
- Torre de Bandavizes (Vouzela, Fataunços)
- Torre de Vilharigues, Castelo de Vilharigues (Vouzela, Paços de Vilharigues)

## Distrito de Lisboa
- Bateria Alta da Água Doce (Cascais, Cascais)
- Bateria da Feitoria (Oeiras, Oeiras e São Julião da Barra)
- Campo Entrincheirado de Lisboa
- Castelo de Pirescoxe (Loures, Santa Iria de Azóia)
- Castelo de São Jorge, Castelo dos Mouros (Lisboa, Castelo)
- Castelo de Sintra, Castelo dos Mouros (Sintra, São Pedro de Penaferrim)
- Castelo Velho de Colares (Sintra, Colares)
- Castelo de Cascais
- Cidadela de Cascais (Cascais, Cascais)
- Cortinas de Atiradores (Cascais, Cascais)
- Forte da Ameixoeira, Forte de D. Carlos I (Lisboa, Ameixoeira)
- Forte da Feira (Malveira, Mafra)
- Forte de Crismina, Forte da Cresmina (Cascais, Cascais)
- Forte de Monsanto, Forte do Marquês de Sá da Bandeira
- Forte de Nossa Senhora da Conceição (Cascais, Cascais)
- Forte de Nossa Senhora da Guia (Cascais, Cascais)
- Forte de Nossa Senhora da Luz de Cascais (Cascais, Cascais)
- Forte de Nossa Senhora das Mercês de Catalazete, Forte Novo das Mercês, Bateria do Catalazete, Forte do Catalazete (Oeiras, Oeiras e São Julião da Barra)
- Forte de Nossa Senhora da Natividade (Ericeira, Mafra)
- Forte de Nossa Senhora de Porto Salvo, Forte da Giribita, Forte da Ponta do Guincho (Oeiras, Paço de Arcos)
- Forte de Sacavém, Reduto do Monte-Sintra, Reduto do Monte-Cintra (Loures, Sacavém)
- Forte de Santa Apolónia, Baluarte de Santa Apolónia, Bateria do Manique (Lisboa, São João)
- Forte de Santa Marta (Cascais, Cascais)
- Forte de Santo Amaro do Areeiro, Forte de Santo Amaro do rio de Oeiras, Forte Velho, Forte do Areeiro (Oeiras, Oeiras e São Julião da Barra)
- Forte de Santo António do Estoril, Forte de Santo António da Barra, Forte Velho (Cascais, Estoril)
- Forte de São Brás de Sanxete (Cascais, Cascais)
- Forte de São Bruno de Caxias (Oeiras, Oeiras e São Julião da Barra)
- Forte de São João das Maias, Forte das Maias (Oeiras, Oeiras e São Julião da Barra)
- Forte de São Jorge de Oitavos, Forte de Oitavos (Cascais, Cascais)
- Forte de São Julião da Barra (Oeiras, Oeiras e São Julião da Barra)
- Forte de São Lourenço do Bugio, Forte de São Lourenço da Cabeça Seca, Torre do Bugio (Oeiras, Oeiras e São Julião da Barra)
- Forte de São Pedro da Ericeira, Forte da Ericeira, Forte do Milreu (Mafra, Ericeira)
- Forte de São Pedro de Paço de Arcos (Oeiras, Paço de Arcos)
- Forte de São Pedro do Estoril, Forte da Poça (Cascais, Estoril)
- Forte de São Teodósio, Forte da Cadaveira (Cascais, Estoril)
- Forte do Alto do Duque (Lisboa, Santa Maria de Belém)
- Forte do Bom Sucesso
- Forte do Guincho, Forte das Velas (Cascais, Cascais)
- Forte do Zambujal (Mafra)
- Forte Novo (Cascais, Cascais)
- Muralhas de Cascais (Cascais, Cascais)
- Torre de São Vicente de Belém, Torre de Belém, Baluarte de São Vicente a par de Belém, Baluarte do Restelo (Lisboa, Santa Maria de Belém)
- Torre de São Sebastião (Cascais, Cascais)
- Vigia do Facho (Cascais, Cascais)
- Castelo de Povos Vila Franca de Xira

## Distrito de Leiria
- Castelo de Alcobaça (Alcobaça, Alcobaça)
- Castelo de Alfeizerão (Alcobaça, Alfeizerão)
- Castelo de Atouguia da Baleia (Peniche, Atouguia da Baleia)
- Castelo de Óbidos (Óbidos, São Pedro e Santa Maria)
- Castelo de Torres Vedras (Torres Vedras, Santa Maria do Castelo e São Miguel)
- Forte de São João Baptista das Berlengas (Peniche, Berlengas, São Pedro)
- Forte de São Miguel Arcanjo, Forte do Morro da Nazaré (Nazaré, Nazaré)
- Forte da Praia da Consolação (Peniche, Atouguia da Baleia)
- Praça-forte de Peniche, Fortaleza de Peniche (Peniche, São Pedro)

## Distrito de Lisboa
- Castelo de Alenquer (Alenquer, Triana)
- Castelo de Arruda
- Castelo da Lourinhã (Lourinhã, Lourinhã)
- Castelo de Vila Verde dos Francos (Alenquer, Vila Verde dos Francos)
- Forte do Alqueidão
- Forte de Nossa Senhora dos Anjos de Paimogo, Forte de Paimogo, Forte da Lourinhã (Lourinhã, Lourinhã)
- Forte de Olheiros, Reduto de Olheiros, Forte do Canudo (Torres Vedras), São Pedro e Santiago
- Forte de São Vicente de Torres Vedras (Torres Vedras, São Pedro e Santiago)
- Linhas de Torres (Torres Vedras)

## Distrito de Santarém
- Castelo de Abrantes, Fortaleza de Abrantes (Abrantes, São João)
- Castelo de Alcanede (Santarém, Alcanede)
- Castelo de Almourol (Vila Nova da Barquinha, Praia do Ribatejo)
- Castelo de Cera (Tomar, Alviobeira)
- Castelo de Coruche
- Castelo de Ourém, Paço dos Condes de Ourém (Ourém, Nossa Senhora das Misericórdias)
- Castelo de Santarém (Santarém, Marvila)
- Castelo de Tomar (Tomar, São João Baptista)
- Castelo de Torres Novas (Torres Novas, Santa Maria)
- Castelo do Zêzere (Vila Nova da Barquinha, Praia do Ribatejo)
- Castelo Velho de Caratão (Caratão)
- Forte de Belmonte (Benavente, Samora Correia)
- Praça-forte de Abrantes (Abrantes)
- Torre das Cabaças, Torre do Relógio (Santarém, Marvila)
- Torre de Dornes (Dornes, Ferreira do Zêzere)

## Distrito de Setúbal
- Bataria do Casalinho (Setúbal, Nossa Senhora da Anunciada)
- Bataria do Outão (Setúbal)
- Bataria da Trafaria (Almada, Trafaria)
- Castelo de Alcácer do Sal (Alcácer do Sal, Santa Maria do Castelo)
- Castelo de Almada (Almada, Almada)
- Castelo de Canha (Montijo, Canha)
- Castelo de Coina-a-Velha
- Castelo de Palmela (Palmela, Palmela)
- Castelo de Sesimbra (Sesimbra, Castelo)
- Forte de Albarquel (Setúbal, Nossa Senhora da Anunciada)
- Forte de Almada (Almada, Almada)
- Forte de Nossa Senhora da Saúde da Trafaria (Trafaria, Almada)
- Forte de Santa Maria da Arrábida, Forte da Arrábida (Setúbal, São Lourenço)
- Forte de Santiago de Sesimbra, Forte da Marinha, Forte da Praia, Fortaleza de Santiago (Sesimbra, Santiago)
- Forte de Santiago do Outão, Forte do Outão (Setúbal, Nossa Senhora da Anunciada)
- Forte de São Domingos da Baralha, Forte da Baralha (Sesimbra, Castelo)
- Forte de São Filipe de Setúbal, Castelo de São Filipe (Setúbal, Nossa Senhora da Anunciada)
- Forte de São Luís Gonzaga, Forte Velho (Setúbal, Nossa Senhora da Anunciada)
- Forte de São Sebastião da Caparica, Torre de São Sebastião da Caparica, Torre Velha, Fortaleza da Torre Velha (Almada, Caparica)
- Forte de São Teodósio da Ponta do Cavalo, Forte da Ponta do Cavalo, Forte do Cavalo (Sesimbra, Castelo)
- Muralhas de Setúbal (Setúbal, Santa Maria da Graça)

## Distrito de Portalegre
- Castelo de Alegrete - (Portalegre, Alegrete)
- Castelo de Alpalhão
- Castelo de Alter do Chão - (Alter do Chão, Alter do Chão)
- Castelo de Alter Pedroso - (Alter do Chão, Alter do Chão)
- Castelo de Amieira do Tejo, Castelo de Amieira - (Nisa, Amieira do Tejo)
- Castelo de Arronches - (Arronches, Assunção)
- Castelo de Assumar
- Castelo de Avis - (Avis, Avis)
- Castelo de Barbacena - (Elvas, Barbacena)
- Castelo de Belver - (Gavião, Belver)
- Castelo de Cabeço de Vide
- Castelo de Campo Maior - (Campo Maior, São João Baptista)
- Castelo de Castelo de Vide - (Castelo de Vide, Santa Maria da Devesa)
- Castelo de Elvas - (Elvas, Alcáçova)
- Castelo de Fontalva - (Elvas, Barbacena)
- Castelo de Marvão - (Marvão, Santa Maria de Marvão)
- Castelo de Monforte (Portalegre)
- Castelo de Montalvão - (Nisa, Montalvão)
- Castelo de Nisa - (Nisa, Nossa Senhora da Graça)
- Castelo de Ouguela - (Campo Maior, São João Baptista)
- Castelo de Portalegre - (Portalegre, Sé)
- Castelo de Seda - (Alter do Chão, Seda)
- Castelo de Vila Boim
- Castelo do Crato, Castelo da Azinheira - (Crato, Crato e Mártires)
- Castelo de Flor da Rosa, Crato
- Forte da Graça, Forte Conde de Lippe
- Forte da Piedade
- Forte de Santa Luzia
- Forte de São Francisco de Elvas
- Forte de São Mamede
- Forte de São Pedro de Elvas
- Forte de São Roque
- Praça-forte de Campo Maior
- Praça-forte de Elvas
- Torre de Atalaião, Atalaia do Torrejão, Baluarte do Torrejão, Castelo do Torrejão, Torrejã - (Portalegre, São Julião)

## Distrito de Beja
- Castelo de Odemira (Odemira, Santa Maria)
- Forte de São Clemente, Castelo de Vila Nova de Milfontes, Castelo de Milfontes (Odemira, Vila Nova de Milfontes)

## Distrito de Setúbal
- Castelo de Sines (Sines, Sines)
- Castelo de Santiago do Cacém (Santiago do Cacém, Santiago do Cacém)
- Castelo de Sines (Sines, Sines)
- Forte de Nossa Senhora das Salvas, Forte de Nossa Senhora de Salas (Sines, Sines)
- Forte de Nossa Senhora da Queimada do Pessegueiro, Forte da Praia do Pessegueiro, Forte da Ilha de Dentro (Sines, Sines)
- Forte de Santo Alberto do Pessegueiro, Forte da Ilha do Pessegueiro, Forte do Pessegueiro, Forte da Ilha de Fora (Sines, Sines)

## Distrito de Beja
- Atalaia da Cabeça Magra, Atalaia Magra (Moura, Santo Agostinho)
- Castelo da Vidigueira, Paço dos Gamas (Vidigueira, Vidigueira)
- Castelo de Aljustrel (Aljustrel, Aljustrel)
- Castelo de Alvito (Alvito, Alvito)
- Castelo de Beja (Beja, Santiago Maior)
- Castelo de Cola, Castelo de Ourique, Castro de Cola, Cidade de Marrachique (Ourique, Ourique)
- Castelo de Mértola (Mértola, Mértola)
- Castelo de Messejana (Aljustrel, Messejana)
- Castelo de Montel, Castelo Velho de Cobres (Castro Verde, Entradas)
- Castelo de Moura (Moura, São João Baptista)
- Castelo de Noudar (Barrancos)
- Castelo de Serpa (Serpa, Salvador)
- Forte de São Pedro de Serpa

## Distrito de Évora
- Castelo da Lousa, Castelo Romano da Lousa - (Mourão, Luz)
- Castelo da Vidigueira, Torre das Vidigueiras
- Castelo de Arraiolos - (Arraiolos, Arraiolos)
- Castelo de Arruda (Arruda dos Vinhos) Confirmação da doação, à Ordem de Santiago de Castelo do castelo de Arruda
- Castelo de Azinhalinho
- Castelo de Borba - (Borba, Matriz)
- Castelo de Cabrela
- Castelo de Castelo Velho
- Castelo de Estremoz - (Estremoz, Santa Maria)
- Castelo de Évora Monte, Castelo de Évoramonte - (Estremoz, Évora Monte)
- Castelo de Évora
- Castelo de Giraldo

| Nome                     | Imagem | Tipo      | Data      | Condição | Propriedade / Accesso | Notas |
| ------------------------ | ------ | --------- | --------- | -------- | --------------------- | ----- |
| Praça-forte da Juromenha |        | Fortaleza | Século IX | Aruínado |                       |       |

- Castelo de Juromenha - (Alandroal, Juromenha)
- Castelo de Monsaraz - (Reguengos de Monsaraz, Corval)
- Castelo de Montemor-o-Novo - (Montemor-o-Novo, Nossa Senhora da Vila)
- Castelo de Mourão - (Mourão, Mourão)
- Castelo de Olivença
- Castelo de Portel - (Portel, Portel)
- Castelo de Redondo - (Redondo, Redondo)
- Castelo de Terena - (Alandroal, Terena)
- Castelo de Valongo - (Évora, Nossa Senhora de Machede)
- Castelo de Veiros - (Estremoz, Veiros)
- Castelo de Viana do Alentejo - (Viana do Alentejo, Viana do Alentejo)
- Castelo de Vila Viçosa - (Vila Viçosa, Conceição)
- Castelo do Alandroal - (Alandroal, Nossa Senhora da Conceição)
- Castelo do Mau Vizinho, Castelo de Pontega
- Castelo Novo, Quartel dos Dragões - (Évora, Sé e São Pedro)
- Castelo Velho do Degebe
- Fortaleza de Juromenha (Nossa Senhora do Loreto, Alandroal)
- Forte de Santo António da Piedade, Forte de Santo António de Évora
- Praça-forte de Olivença
- Portas e baluartes da segunda linha de fortificações (Estremoz)
- Porta de Aviz
- Torre das Águias
- Castelo de Torre de Coelheiros (Torre de Coelheiros)
- Torre Quadrangular de Évora, Torre de Sisebuto
- Torre de Val-Boim
- Castelo de Esporão, Torre do Esporão

## Distrito de Faro
| Nome | Imagem           | Localização | Construção | Construtor | Estado |
| ---- | ---------------- | ----------- | ---------- | ---------- | ------ |
| F    | [[File:\|150px]] | a           | 1910–1912  | m          | d      |

- Castelo Velho de Alcoutim Alcoutim
- Castelo de Alcoutim Alcoutim
- Bateria do Zavial
- Bateria de Albufeira

| Fortificação         | Imagem                                    | Localização                           | Construção                   | Notas |
| -------------------- | ----------------------------------------- | ------------------------------------- | ---------------------------- | ----- |
| Castelo de Albufeira |                                           | Albufeira 37° 05′ 32″ N, 8° 15′ 08″ O | Reino de Portugal Século XVI | .     |
| dd                   | [[Ficheiro:\|200px]] Bateria de Albufeira | Albufeira 37° 05′ 32″ N, 8° 15′ 08″ O | Reino de Portugal Século XVI | .     |

- Castelo da Senhora da Luz - (Lagos, Luz)
- Castelo das Relíquias
- Castelo de Albufeira - (Albufeira, Albufeira)
- Forte de São João (Albufeira, Albufeira)
- Castelo de Alcantarilha - (Silves, Alcantarilha)
- Castelo de Alcoutim, Fortaleza de Alcoutim - (Alcoutim, Alcoutim)
- Castelo de Aljezur - (Aljezur, Aljezur)
- Castelo de Alvor, Castelo de Albur, Forte de Alvor - (Portimão, Alvor)
- Castelo de Arrifana, Forte da Arrifana
- Castelo de Cacela
- Castelo de Castro Marim - (Castro Marim, Castro Marim)
- Castelo de Estômbar, Castelo de Abenabece - (Estômbar, Lagoa)
- Castelo de Faro - Faro
- Castelo de Lagos, Fortaleza de Lagos - Lagos
- Castelo de Loulé - (Loulé, São Clemente)
- Castelo de Montenegro
- Castelo de Paderne - (Albufeira, Paderne)
- Castelo de Porches, Forte de Nossa Senhora da Rocha (Porches, Lagoa)
- Castelo de Salir
- Castelo de Santa Justa
- Castelo de Silves - (Silves, Silves)
- Castelo de Tavira - (Tavira, Santiago)
- Castelo Velho de Alcoutim - (Alcoutim, Alcoutim)
- Fortaleza de Armação de Pêra - (Silves, Armação de Pêra)
- Fortaleza de Belixe - (Sagres, Vila do Bispo)
- Forte da Baleeira - Sagres
- Forte da Meia Praia - Lagos
- Forte da Ponta da Bandeira - Lagos
- Forte de Cacela, Fortaleza de Cacela - (Vila Real de Santo António, Cacela-Velha)
- Fortaleza de Sagres, Forte de Sagres, Castelo de Sagres - (Sagres, Vila do Bispo)
- Fortaleza de São Vicente
- Forte de Nossa Senhora da Encarnação, Forte do Carvoeiro
- Forte de Santa Catarina, Fortaleza de Santa Catarina de Ribamar
- Forte de Santo António de Castro Marim
- Forte de Santo António de Tavira, Forte do Rato - (Tavira, Santa Maria)
- Forte de São João da Barra - (Tavira)
- Forte de São João do Arade, Castelo de São João do Arade, Castelo do Arade - (Lagoa, Ferragudo)
- Forte de São Sebastião de Castro Marim
- Forte de Vera Cruz (praia da Figueira)
- Muralhas de Faro
- Fortaleza da Armona - (Olhão)

| Fortificação      | Localização                               | Construção                                | Notas |
| ----------------- | ----------------------------------------- | ----------------------------------------- | ----- |
| Bateria do Zavial | Vila do Bispo 38° 42′ 03″ N, 7° 18′ 40″ O | Reino de Portugal Luís de Sousa 1630–1633 | .     |

## Ilha das Flores
- Bateria da Alagoa (Cedros, Santa Cruz das Flores)
- Bateria da Lomba (Lomba, Lajes das Flores)
- Bateria da Ponta da Caveira (Caveira, Santa Cruz das Flores)
- Bateria do Cais (Lajes das Flores) (Lajes das Flores, Lajes das Flores)
- Bateria sobre o Alto de Ponta Delgada (Santa Cruz das Flores) (Ponta Delgada, Santa Cruz das Flores)
- Forte de Nossa Senhora da Conceição (Ilha das Flores) (?, ?)
- Forte de Nossa Senhora do Rosário (Lajes das Flores) (Lajes das Flores, Lajes das Flores)
- Forte de Santo António (Lajes das Flores) (Lajes das Flores, Lajes das Flores)
- Forte de São Francisco (Ilha das Flores) (Santa Cruz das Flores, Santa Cruz das Flores)
- Forte de São Francisco Xavier (Ilha das Flores) (?,?)
- Forte de São Pedro de Ponta Delgada (Santa Cruz das Flores) (Ponta Delgada, Santa Cruz das Flores)
- Forte de São Sebastião sobre a Ribeira da Cruz (Caveira, Santa Cruz das Flores)
- Forte do Espírito Santo (Lajes das Flores) (Lajes das Flores, Lajes das Flores)
- Forte do Estaleiro da Fajã Grande (Fajã Grande, Lajes das Flores)
- Forte do Monte do Maio (?, ?)
- Fortim de Nossa Senhora dos Remédios (Ilha das Flores) (?, ?)
- Fortim de São Caetano (Ilha das Flores) (?, ?)
- Vigia do Portinho (Santa Cruz das Flores, Santa Cruz das Flores)

## Ilha do Corvo
- Forte de Nossa Senhora dos Milagres (Ilha do Corvo) (Vila do Corvo, Vila do Corvo)

## Ilha do Faial
- 1.º Forte da Feteira (Feteira, Horta)
- 1.º Forte de Castelo Branco (Castelo Branco, Horta)
- 2.º Forte da Feteira (Feteira, Horta)
- 2.º Forte de Castelo Branco (Castelo Branco, Horta)
- Bateria Antiaérea do Monte Carneiro (Flamengos, Horta)
- Bateria de Costa da Espalamaca (Conceição, Horta)
- Bateria de Costa do Monte da Guia (Angústias, Horta)
- Bateria do Capelo (Capelo, Horta)
- Forte da Boa Viagem (Horta) (?, Horta)
- Forte da Carrasca, Forte de Santa Bárbara (Horta) (?, Horta)
- Forte da Ponta Furada, Forte Novo (Horta) (Feteira, Horta)
- Forte da Vera Cruz do Corpo da Guarda (?, Horta)
- Forte de Jesus Maria no Forno da Cal (?, Horta)
- Forte de Nossa Senhora da Ajuda (?, Horta)
- Forte de Nossa Senhora da Conceição (Conceição, Horta)
- Forte de Nossa Senhora da Esperança (?, Horta)
- Forte de Nossa Senhora da Guia (Horta), Forte da Greta, Castelo da Greta (Angústias, Horta)
- Forte de Nossa Senhora da Nazaré (Horta) (?, Horta)
- Forte de Nossa Senhora do Rosário (Horta) (Praia do Almoxarife, Horta)
- Forte de Nossa Senhora dos Remédios (Horta) (Praia do Almoxarife, Horta)
- Forte de Porto Pim, Bombardeira de Porto Pim (Angústias, Horta)
- Forte de Santa Catarina (Horta) (?, Horta)
- Forte de Santa Cruz da Horta, Castelo de Santa Cruz, Castelo de Santo António (Horta, Horta)
- Forte de Santa Luzia (Horta) (?, Horta)
- Forte de São Pedro (Horta) (Praia do Almoxarife, Horta)
- Forte de São Sebastião da Horta, Castelo de São Sebastião, Forte de Nossa Senhora das Angústias (Angústias, Horta)
- Forte do Bom Jesus (Horta), Castelo do Bom Jesus, Fortim do Bom Jesus (Horta) (Horta, Horta)
- Forte do Espírito Santo (Horta) (Feteira, Horta)
- Forte do Senhor Santo Cristo (Horta) (Praia do Almoxarife, Horta)
- Forte do Pé da Cruz (?, Horta)
- Fortificações da Baía de Porto Pim (Angústias, Horta)
- Portão do Mar de Porto-Pim, Reduto da Patrulha (Angústias, Horta)
- Reduto da Eira (?, Horta)
- Reduto da Feteira (Feteira, Horta)
- Reduto de Castelo Branco (Feteira, Horta)
- Reduto de Santo António (?, Horta)
- Torre de Vigia do Porto Pim (Angústias, Horta)

## Ilha do Pico
- 1.º Reduto da Madalena (Madalena, Madalena)
- 2.º Reduto da Madalena (Madalena, Madalena)
- Forte da Madalena (Madalena, Madalena)
- Forte da Prainha (São Roque do Pico) (Prainha, São Roque do Pico)
- Forte de Santa Catarina (Lajes do Pico), Castelo de Santo António (Lajes do Pico, Lajes do Pico)
- Forte do Cais (São Roque do Pico, São Roque do Pico)
- Reduto da Areia Larga (Madalena, Madalena)
- Reduto da Santíssima Trindade da Barra (Lajes do Pico, Lajes do Pico)

## Ilha de São Jorge
- Forte da Fajã dos Vimes (Ribeira Seca, Calheta)
- Forte da Preguiça (Calheta, Calheta)
- Forte da Ribeira do Nabo (Urzelina, Velas)
- Forte da Urzelina (Urzelina, Velas)
- Forte das Bicas (?, ?)
- Forte das Caravelas (Velas, Velas)
- Forte das Manadas (Manadas, Velas)
- Forte de Entre Morros (Velas, Velas)
- Forte de Nossa Senhora da Conceição (Velas) (Velas, Velas)
- Forte de Nossa Senhora do Pilar, Forte da Eira, Castelinho das Eiras (Velas, Velas)
- Forte de Santa Cruz (Velas) (Velas, Velas)
- Forte de Santo António (Calheta) (Calheta, Calheta)
- Forte de Santo António (Velas) (Velas, Velas)
- Forte de São João Baptista (Calheta) (Calheta, Calheta)
- Forte de São Miguel o Anjo (Velas), Forte da Ponta da Queimada (Santo Amaro, Velas)
- Forte do Espírito Santo (Calheta) (Calheta, Calheta)
- Forte do Forno da Cal (?, ?)
- Forte do Topo (Vila do Topo, Calheta)
- Forte dos Terreiros (Manadas, Velas)
- Fortim da Fajã de São João, Reduto da Fajã de São João (Santo Antão, Calheta)
- Portão do Mar (Velas) (Velas, Velas)

## Ilha Graciosa
- Forte da Arrochela (Praia, Santa Cruz da Graciosa)
- Forte da Barra, Bateria da Barra (Santa Cruz da Graciosa, Santa Cruz da Graciosa)
- Forte da Folga (Luz, Santa Cruz da Graciosa)
- Forte de Afonso do Porto (Guadalupe, Santa Cruz da Graciosa)
- Forte de Nossa Senhora da Vitória (Guadalupe, Santa Cruz da Graciosa)
- Forte de Nossa Senhora dos Remédios, Bateria de Nossa Senhora dos Remédios (Santa Cruz da Graciosa, Santa Cruz da Graciosa)
- Forte de Pesqueira (Santa Cruz da Graciosa, Santa Cruz da Graciosa)
- Forte de Santa Catarina (Santa Cruz da Graciosa) (Santa Cruz da Graciosa, Santa Cruz da Graciosa)
- Forte do Carapacho (Luz, Santa Cruz da Graciosa)
- Forte do Corpo Santo (Santa Cruz da Graciosa), Forte da Ponta do Freire, Forte da Calheta (Santa Cruz da Graciosa, Santa Cruz da Graciosa)
- Fortim da Rocha (Praia, Santa Cruz da Graciosa)
- Reduto da Areia (Praia, Santa Cruz da Graciosa)
- Reduto de João Dias (Praia, Santa Cruz da Graciosa)
- Reduto dos Fenais (Praia, Santa Cruz da Graciosa)

## Ilha Terceira
- 1.º Reduto da Ribeira Seca (Vila de São Sebastião, Angra do Heroísmo)
- 2.º Reduto da Ribeira Seca (Vila de São Sebastião, Angra do Heroísmo)
- Barbete de Santa Catarina das Mós (Vila de São Sebastião, Angra do Heroísmo)
- Casamatas da Serra do Cume (Santa Cruz, Praia da Vitória)
- Castelo de São Luís, Castelo de São Cristóvão, Castelo dos Moinhos (Sé, Angra do Heroísmo)
- Fortaleza de São João Baptista da Ilha Terceira, Fortaleza do Monte Brasil, Castelo de São Filipe do Monte Brasil (Sé, Angra do Heroísmo)
- Forte da baía da Salga, Forte da Salga (Porto Judeu, Angra do Heroísmo)
- Forte da Casa das Sagas (?, ?)
- Forte da Ermida de São Vicente (?, Praia da Vitória)
- Forte da Greta (Vila de São Sebastião) (Vila de São Sebastião, Angra do Heroísmo)
- Forte da Horta do Bacharel Ruivo (?, ?)
- Forte da Ladeira Grande (Ribeirinha, Angra do Heroísmo)
- Forte da Laginha (Ribeirinha, Angra do Heroísmo)
- Forte da Má Ferramenta (São Mateus da Calheta, Angra do Heroísmo)
- Forte da Maré (São Mateus da Calheta, Angra do Heroísmo)
- Forte da Quebrada, Forte do Facheiro (Sé, Angra do Heroísmo)
- Forte da Rua Longa (Biscoitos, Praia da Vitória)
- Forte das Caninas (Porto Judeu, Angra do Heroísmo)
- Forte das Cavalas (Vila de São Sebastião, Angra do Heroísmo)
- Forte das Chagas, Forte de São Francisco (Praia da Vitória) (Santa Cruz, Praia da Vitória)
- Forte das Cinco Ribeiras, Forte de Nossa Senhora do Pilar (Cinco Ribeiras, Forte de Santa Bárbara (Cinco Ribeiras), Forte de São Bartolomeu (Cinco Ribeiras) (Cinco Ribeiras, Angra do Heroísmo)
- Forte de Estêvão Ferreira (?, ?)
- Forte de Nossa Senhora da Conceição (Praia da Vitória) (Santa Cruz, Praia da Vitória)
- Forte de Nossa Senhora da Luz (Praia da Vitória) (Santa Cruz, Praia da Vitória)
- Forte de Nossa Senhora da Nazaré (Porto Martins), Reduto de Nossa Senhora de Nazaré (Ilha Terceira) (Porto Martins, Praia da Vitória)
- Forte de Santa Bárbara (Angra do Heroísmo) (?, ?)
- Forte de Santa Catarina (Cabo da Praia), Forte do Cabo da Praia (Cabo da Praia, Praia da Vitória)
- Forte de Santa Catarina das Mós, Barbete de Santa Catarina das Mós (Vila de São Sebastião, Angra do Heroísmo)
- Forte de Santa Cruz (Praia da Vitória), Forte do Porto (Praia da Vitória) (Santa Cruz, Praia da Vitória)
- Forte de Santa Margarida (Ilha Terceira) (?, ?)
- Forte de Santo Antão (Praia da Vitória) (Santa Cruz, Praia da Vitória)
- Forte de Santo António (Porto Judeu), Forte de Porto Judeu (Porto Judeu, Angra do Heroísmo)
- Forte de Santo António (Praia da Vitória) (Santa Cruz, Praia da Vitória)
- Forte de Santo António do Monte Brasil (Sé, Angra do Heroísmo)
- Forte de São Benedito do Monte Brasil, Reduto das Três Pontas, Reduto dos Três Paus (Sé, Angra do Heroísmo)
- Forte de São Bento (Porto Martins) (Porto Martins, Praia da Vitória)
- Forte de São Caetano (Santa Cruz) (Santa Cruz, Praia da Vitória)
- Forte de São Diogo do Monte Brasil, Forte do Zimbreiro, Forte do Zimbreiro (Angra do Heroísmo) (Sé, Angra do Heroísmo)
- Forte de São Fernandes (?, ?)
- Forte de São Fernando (Porto Martins) (Porto Martins, Praia da Vitória)
- Forte de São Filipe (Porto Martins) (Porto Martins, Praia da Vitória)
- Forte de São Francisco (Angra do Heroísmo) (Vila de São Sebastião, Angra do Heroísmo)
- Forte de São João (Praia da Vitória) (Santa Cruz, Praia da Vitória)
- Forte de São João (São Mateus da Calheta), Forte do Biscoitinho (São Mateus da Calheta, Angra do Heroísmo)
- Forte de São Jorge (Cabo da Praia) (Cabo da Praia, Praia da Vitória)
- Forte de São José (Cabo da Praia) (Cabo da Praia, Praia da Vitória)
- Forte de São Mateus da Calheta, Forte da Igreja, Forte da Igreja (São Mateus da Calheta) (São Mateus da Calheta, Angra do Heroísmo)
- Forte de São Pedro (Biscoitos) (Biscoitos, Praia da Vitória)
- Forte de São Sebastião (Angra do Heroísmo) (Nossa Senhora da Conceição, Angra do Heroísmo)
- Forte de São Sebastião do Porto Novo (São Sebastião, Angra do Heroísmo)
- Forte do Açougue (?, ?)
- Forte do Alcaide (?, ?)
- Forte do Bom Jesus (Vila de São Sebastião) (Vila de São Sebastião, Angra do Heroísmo)
- Forte do Espírito Santo (Santa Cruz, Praia da Vitória)
- Forte do Fanal (São Pedro, Angra do Heroísmo)
- Forte do Negrito (São Mateus da Calheta, Angra do Heroísmo)
- Forte do Pesqueiro dos Meninos (Vila de São Sebastião) (Vila de São Sebastião, Angra do Heroísmo)
- Forte do Pobado (?, ?)
- Forte do Terreiro (São Mateus da Calheta, Angra do Heroísmo)
- Forte dos Coelhos (Vila de São Sebastião) (Vila de São Sebastião, Angra do Heroísmo)
- Forte dos Preguiçosos (?, ?)
- Forte dos Trinta Réis (?, ?)
- Forte Grande (Praia da Vitória), Forte da Prainha (Praia da Vitória) (?, Praia da Vitória)
- Forte Grande de São Mateus da Calheta (São Mateus da Calheta, Angra do Heroísmo)
- Portas do Mar (Angra do Heroísmo) (Sé, Angra do Heroísmo)
- Reduto da Cruz da Esperança (?, ?)
- Reduto da Ribeira (?, ?)
- Reduto da Salga, Reduto da Casa da Salga (Porto Judeu, Angra do Heroísmo)
- Reduto de Santa Cruz (Angra do Heroísmo) (Sé, Angra do Heroísmo)
- Reduto de Santa Teresa (Angra do Heroísmo) (Sé, Angra do Heroísmo)
- Reduto de Santo Inácio (Sé, Angra do Heroísmo)
- Reduto de São Francisco (Sé, Angra do Heroísmo)
- Reduto de São Gonçalo (Angra do Heroísmo) (Sé, Angra do Heroísmo)
- Reduto dos Dois Paus, Reduto das Duas Pontas (Sé, Angra do Heroísmo)
- Reduto General Saldanha (Sé, Angra do Heroísmo)
- Trincheiras militares do Caminho do Mar (Biscoitos, Praia da Vitória)

## Ilha de Santa Maria
- Bateria da Laje da Peça (Vila do Porto, Vila do Porto)
- Casamatas do Pico Alto (Santa Bárbara, Vila do Porto)
- Forte da Baía de São Lourenço (Santa Bárbara, Vila do Porto)
- Forte da Baixa do Vigário (Almagreira, Vila do Porto)
- Forte da Figueira (Vila do Porto, Vila do Porto)
- Forte da Forca (Vila do Porto, Vila do Porto)
- Forte da Maia (Santo Espírito, Vila do Porto)
- Forte da Prainha (Almagreira, Vila do Porto)
- Forte de Nossa Senhora da Praia dos Anjos (Vila do Porto, Vila do Porto)
- Forte de São Brás de Vila do Porto (Vila do Porto, Vila do Porto)
- Forte de São João Baptista da Praia Formosa (Almagreira, Vila do Porto)
- Forte de São João Evangelista (Almagreira, Vila do Porto)
- Forte do Cabrestante (Vila do Porto, Vila do Porto)
- Forte do Marvão (Vila do Porto, Vila do Porto)
- Fortins do Porto (Vila do Porto) (Vila do Porto, Vila do Porto)

## Ilha de São Miguel
- Bateria do Pico da Castanheira (Arrifes, Ponta Delgada)
- Bateria de Nossa Senhora da Conceição de Caloura, Forte de Nossa Senhora da Conceição (Água de Pau, Lagoa)
- Casamatas ao Areal de Santa Bárbara (Santa Bárbara, Ribeira Grande)
- Castelo Branco (Vila Franca do Campo) (Ponta Garça, Vila Franca do Campo)
- Castelo Real de Vila Franca (?, Vila Franca do Campo)
- Forte da Canada do Castelo (Água de Pau, Lagoa)
- Forte da Estrela (Matriz, Ribeira Grande)
- Forte da Forca (Vila Franca do Campo) (?, Vila Franca do Campo)
- Forte da Mãe de Deus, Reduto da Mãe de Deus, Bateria de D. João VI (São Pedro, Ponta Delgada)
- Forte da Povoação (Povoação, Vila da Povoação)
- Forte da Praia (Ilha de São Miguel) (?, ?)
- Forte da Ribeira Grande, Castelo da Vila da Ribeira Grande (?, Ribeira Grande)
- Forte da Ribeira Quente (Ribeira Quente, Vila da Povoação)
- Forte da Vinha da Areia (São Miguel, Vila Franca do Campo)
- Forte de Faial (Faial da Terra, Povoação)
- Forte de Gonçalo Velho (?, ?)
- Forte de Jesus, Maria, José (?, Vila Franca do Campo)
- Forte de Nossa Senhora da Salvação (Ponta Delgada), Forte de Salvação de Santa Clara (?, Ponta Delgada)
- Forte de Nossa Senhora da Vitória (Água de Pau, Lagoa)
- Forte de Santa Clara (Ponta Delgada) (?, Ponta Delgada)
- Forte de Santa Cruz da Lagoa, Forte da Lagoa (Santa Cruz, Lagoa)
- Forte de Santo Amaro (Ilha de São Miguel) (?, ?)
- Forte de Santo António (Vila Franca do Campo) (Ribeira das Tainhas, Vila Franca do Campo)
- Forte de São Brás de Ponta Delgada, Fortaleza de São Brás, Castelo de São Brás (São Sebastião, Ponta Delgada)
- Forte de São Caetano do Pópulo (Rosto de Cão-Livramento, Ponta Delgada)
- Forte de São Cristóvão (Ponta Delgada), Forte da Matriz
- Forte de São Francisco (Vila Franca do Campo) (?, Vila Franca do Campo)
- Forte de São Francisco Xavier de Rosto de Cão (Rosto de Cão-Livramento, Ponta Delgada)
- Forte de São José de Rosto de Cão (Rosto de Cão, Ponta Delgada)
- Forte de São Pedro (Ponta Delgada) (?, Ponta Delgada)
- Forte do Açougue (Ponta Delgada) (?, Ponta Delgada)
- Forte do Baixio de Vila Franca, Castelo do Baixio, Forte do Tagarete (?, Vila Franca do Campo)
- Forte do Cabrito (?, ?)
- Forte do Corpo Santo (Vila Franca do Campo) (?, Vila Franca do Campo)
- Forte do Livramento (?, ?)
- Forte do Porto Formoso, Castelo do Porto Formoso (Porto Formoso, Ribeira Grande)
- Forte dos Bueiros de Vila Franca, Reduto de Vila Franca do Campo (?) (?, Vila Franca do Campo)
- Forte dos Mosteiros (Mosteiros, Ponta Delgada)
- Portas de Ponta Delgada (São Sebastião, Ponta Delgada)
- Reduto da Maia (Ribeira Grande) (Maia, Ribeira Grande)
- Reduto do Ilhéu de Vila Franca (São Miguel, Vila Franca do Campo)
- Forte de São Roque (Ponta Delgada) (São Roque, Ponta Delgada)
- Forte do Pico das Canas (São Roque, Ponta Delgada)

## Ilha da Madeira
- Baluarte Velho do Funchal
- Bateria das Fontes
- Casamatas da praia Formosa
- Fortaleza de Nossa Senhora da Conceição do Ilhéu (Fortaleza do Ilhéu)
- Fortaleza de São Filipe do Pelourinho (Fortaleza Nova da Praça)
- Fortaleza de São João Baptista do Pico
- Fortaleza de São Tiago do Funchal (Fortaleza de Santiago Menor)
- Fortaleza do Morro da Pena
- Fortaleza-Palácio de São Lourenço
- Forte da Penha de França
- Forte da Praia Formosa
- Forte da Ribeira de Gonçalo Aires (Forte dos Louros)
- Forte da Ribeira dos Socorridos
- Forte de Câmara de Lobos
- Forte de Nossa Senhora do Amparo de Machico
- Forte de Santo António do Paul do Mar
- Forte de São Bento da Ribeira Brava
- Forte de São Fernando de Santa Cruz
- Forte de São Francisco de Santa Cruz
- Forte de São João Baptista de Machico (Forte do Desembarcadouro)
- Forte de São João Baptista do Porto Moniz
- Forte de São Jorge da Calheta
- Forte de São José do Funchal
- Forte de São Pedro do Funchal
- Forte de São Roque de Machico
- Forte de São Sebastião do Caniço
- Forte do Caniçal
- Forte do Porto da Cruz
- Forte do Porto Novo
- Forte dos Reis Magos
- Fortim do Faial
- Portão dos Varadouros
- Reduto da Alfândega do Funchal
- Reduto de São Jorge
- Vigia do Facho (Machico)

## Ilha do Porto Santo
- Forte de São José da Ilha do Porto Santo
- Forte do Pico da Ilha do Porto Santo